# سوسن غوک پرمو
سوسن غوک پرمو (نام علمی: Tricyrtis hirta) نام یک گونه از سرده سوسن‌های غوک است.

## نگارخانه

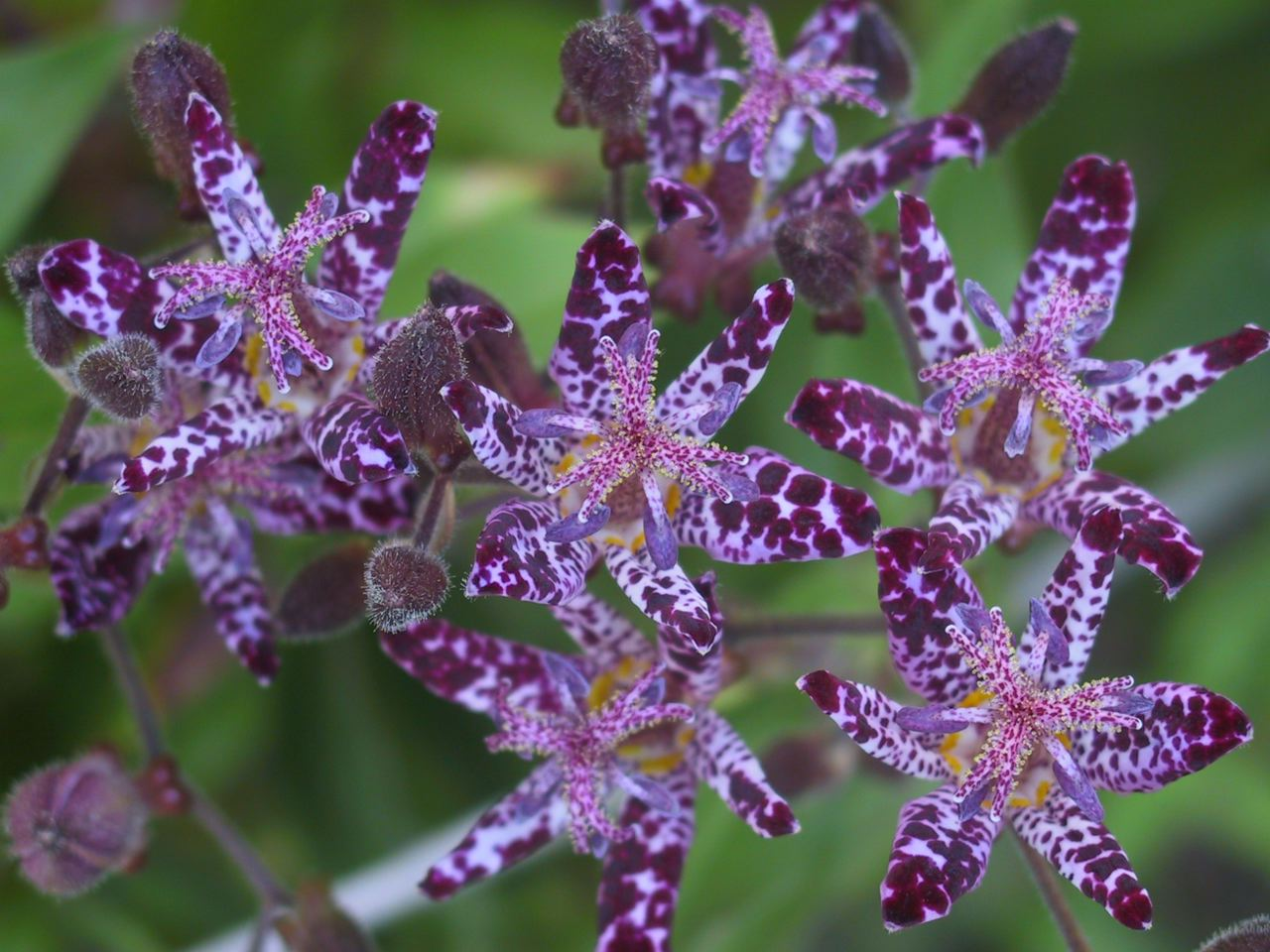
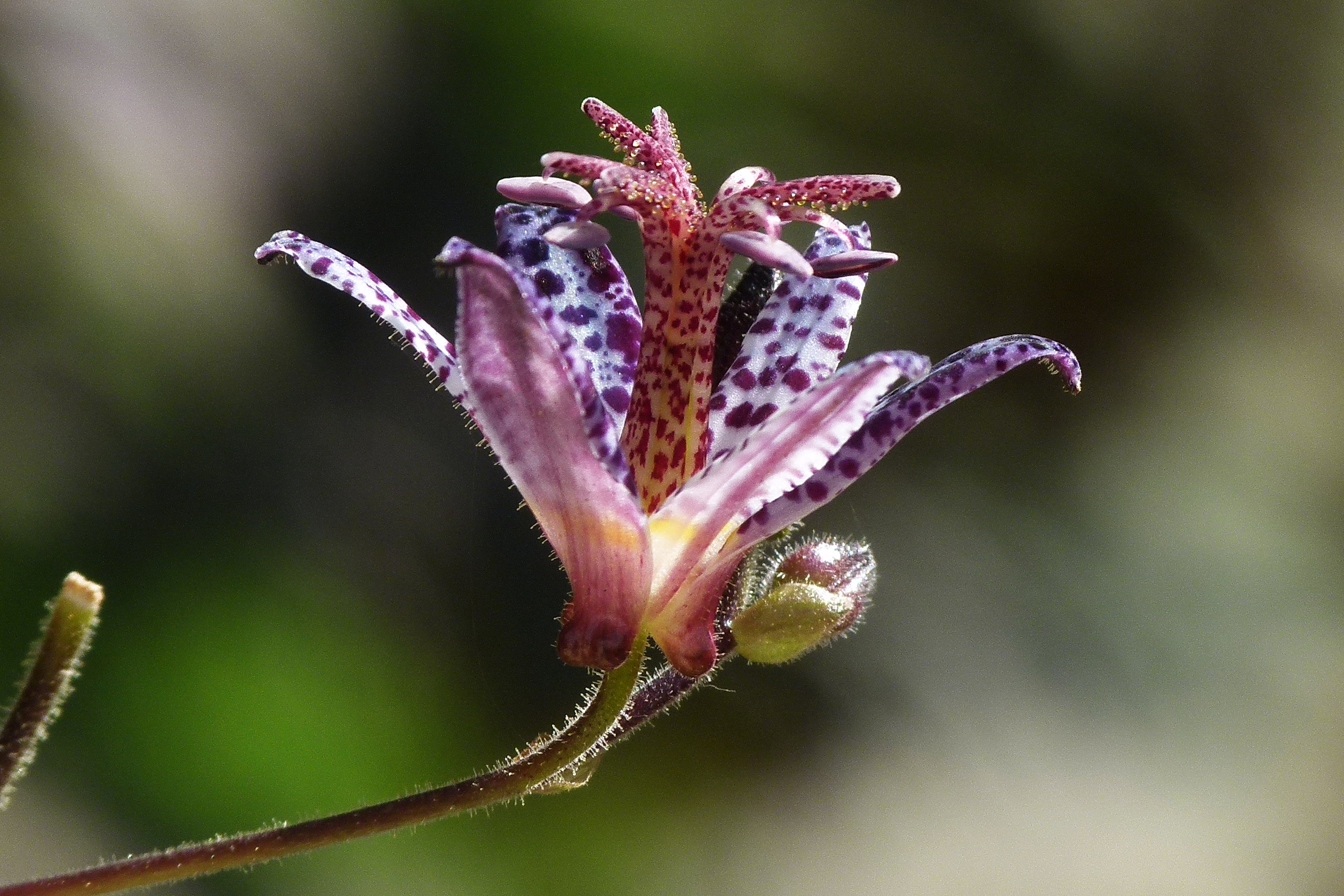